# Kościół Przemienienia Pańskiego w Białymstoku
Kościół Przemienienia Pańskiego w Białymstoku – rzymskokatolicki kościół parafialny należący do parafii pod tym samym wezwaniem (dekanat Białystok – Starosielce archidiecezji białostockiej).
Plac pod świątynię został poświęcony w dniu 27 czerwca 1999 roku przez arcybiskupa Stanisława Szymeckiego. 10 września 2001 roku rozpoczęła się budowa murowanego kościoła oraz kompleksu zabudowań mieszczących plebanię oraz pomieszczenia administracyjno-duszpasterskie. Świątynia została zaprojektowana przez inżyniera architekta Andrzeja Nowakowskiego. Monumentalny kościół w założeniach architektonicznych nawiązujący do bazyliki Przemienienia Pańskiego z Góry Tabor jest budowlą trzynawową, z kaplicami w transepcie, z absydialnie zamkniętym prezbiterium. Do listopada 2001 roku zostały położone fundamenty, w dniu 12 października 2006 roku została wylana posadzka na fundamencie, natomiast w dniu 14 lipca 2008 roku rozpoczęto budowanie ścian. W dniu 28 czerwca 2014 roku arcybiskup Edward Ozorowski poświęcił i wmurował kamień węgielny pod wznoszoną budowlę.